# Shikasta
Shikasta ist ein Science-Fiction-Roman von Doris Lessing. 1979 verfasst, war es das erste Buch der fünfbändigen Serie Canopus im Argos: Archive. Der vollständige Titel des Romans lautet:
Canopus im Argos: Archive – Betr: Kolonisierter Planet 5 – Shikasta – Persönliche, psychologische und historische Dokumente zum Besuch von JOHOR (George Sherban) – Abgesandter (Grad 9) – 87. der Periode der Letzten Tage

## Inhalt
Johor, Vertreter einer weit fortgeschrittenen, gütigen, auf dem Planeten Canopus lebenden und ein weises Sternenimperium lenkenden Rasse, berichtet über die Geschichte des vielversprechenden Planeten „Rohanda“ (= die Blühende), welcher durch eine Verschiebung der kosmischen Strahlung vom segenspendenden Schwingungsnetzwerk, welches Canopus mit vielen anderen Welten verbindet, fast völlig abgeschnitten wurde. Dadurch wurde aus dem blühenden, über Äonen stabilen und sich stetig höher entwickelnden „Rohanda“ der Planet „Shikasta“ (vgl. persisch „schekaste“: ‚gebrochen‘) – die „Verletzte“.
Johor besuchte Rohanda/Shikasta zu verschiedenen Zeiten sowohl direkt per Raumschiff als auch über „Zone 6“, d. h. per Inkarnierung in einen Bewohner Shikastas. Auf seiner ersten Mission sieht Johor noch Rohanda in seiner Blütezeit: bewohnt von großen prächtigen Tieren, die in Freundschaft mit den intelligentem Bewohnern Rohandas – den „Menschen“ und als ihren Lehrern angesiedelten „Riesen“ – leben. Der ganze Planet samt allem Leben „schwingt“ in innerer Harmonie, Schönheit und Stabilität. Alles ist im Gleichgewicht, Schönheit und Funktion sind miteinander verbunden, alles wird durchströmt von der „Substanz-des-Wir-Gefühls“ (SUWG), welche in stetem Zustrom von Canopus fließt und auf Rohanda durch Steinkreise und die durchdachte Anlage von geometrischen Städten gebündelt und verstärkt wird. 
Doch plötzlich verliert Shikasta durch einen kosmischen Zufall den Kontakt zum Schwingungsnetzwerk von Canopus. Dadurch wird der Fluss des SUWG auf ein Minimum gesenkt und die ehemals weisen Bewohner Shikastas, aber auch die eingeführten Riesen, vergessen sehr schnell ihre Geschichte, ihren Platz im Universum und damit ihren Daseinszweck. Ohne das SUWG sind die Bewohner Shikastas fast völlig schutzlos den Einflüssen des bösen Shammats – einer anderen, bösartigen Sternenwelt, die sich aus Gier und Zerstörung anderer Welten nährt – ausgesetzt, welche den Fluss an SUWG durch Sabotageanlagen noch weiter vermindert. Der geistigen Degeneration folgt bald die körperliche: Die Lebenserwartung sinkt und die Anfälligkeit für Krankheiten nimmt zu. Nur noch vage und als eher instinktive Sehnsucht empfinden alle Wesen den Verlust einer großartigen Vergangenheit, des vergangenen Paradieses ... Die Bewohner beginnen miteinander zu kämpfen, viele Arten sterben aus und eine neue Rasse – eine Kreuzung zwischen den „Riesen“ und dem „kleinen Volk“ – dominiert bald den Planeten, während die älteren Rassen aussterben bzw. ausgerottet werden.
Das mythische Zeitalter ist vorbei und die Geschichte unserer „Erde“ beginnt – unter dem zunehmenden Einfluss Shammats die sich immer mehr beschleunigende Degeneration der Menschheit und Zerstörung alles einstmals Schönen, Wahren und Guten ...
Dem versucht Canopus entgegenzuarbeiten, indem es immer wieder „Botschafter“ nach Shikasta schickt, teils „geheim“, teils offen. Die bedeutendsten dieser Botschafter begründen direkt oder indirekt die großen Religionen, Philosophien und Weltanschauungen, welche jedoch schon bald von den Menschen und Shammat in ihr Gegenteil pervertiert werden. Als alle Versuche Canopus’, Shikasta vom Weg des endgültigen Verderbens, der Selbstvernichtung abzubringen, mehr oder weniger gescheitert sind, inkarniert Johor ein letztes Mal Ende des 20. Jahrhunderts in der Gestalt des George Sherban auf Shikasta, um die Welt zu retten ...

## Gestaltung und Aufbau
Doris Lessing nutzt viele literarische Stilmittel. So werden fiktive Aufzeichnungen aus den Archiven der Canopier, Legenden Shikastas, Tagebuchaufzeichnungen handelnder Personen, Geheimdienstberichte der Regierungen Shikasta oder Analysen anderer „Botschafter“ in loser Reihenfolge aneinandergereiht. Der Schreibstil variiert je nach „Quelle“ zwischen enzyklopädischer Beschreibung, emotional geschriebenen Tagebüchern bis hin zu zornigen Anklagen des Gesandten Johors. Diese auf den ersten Blick etwas verwirrende Vorgehensweise entfaltet insbesondere im zweiten Teil eine großartige literarische als auch emotionale Wirkung. So erlauben scheinbare Alltagsbanalitäten rückblickend einen tiefsinnigeren Blick auf die wahren Zustände Shikastas als manche tiefsinnige Analyse.
Die ersten 100 Seiten des Buches spielen in einer mythischen Vergangenheit, welche sich dem aufmerksamen Leser bald als eigenwillige aber ebenso sinnvolle Verarbeitung und Interpretation altorientalischer, aber auch anderer Mythen darstellt. 
Den Hauptteil des Buches bildet die – analytisch scharfe – Beschreibung der Menschheit des zwanzigsten Jahrhunderts. Kurze Ausführungen über die Kolonisationsgeschichte, die Pervertierung der Religionen und anderer für das Verständnis des gegenwärtigen Menschheitszustandes notwendiger Sachverhalte werden immer wieder in den Erzählfluss eingestreut. 
Das letzte Drittel des Buches beschreibt das Wirken des als George Sherban inkarnierten Johors auf der Erde zum Ende des 20. Jahrhunderts und wie dieser beginnt, die Dinge in die richtige Richtung zu bewegen...

## Hintergrund
Die Autorin interpretiert insbesondere auf den ersten 100 Seiten die Mythen des Alten Testamentes und anderer orientalischer Schriften. 
Lessings analytischer Grundansatz ist stark buddhistisch beeinflusst: Demnach sind der Mangel an SUWG, also Mitgefühl, und die außer Kontrolle geratene Gier nach immer mehr, der Mangel an Bewusstsein, Teil eines größeren Ganzen zu sein, und die daraus resultierende Beschränktheit des eigenen Standpunktes – welcher sich bei allen guten Absichten letztlich immer in Rechthaberei manifestiert – Ursachen des desaströsen Zustandes der Erde, welche sich scheinbar unabwendbar auf den eigenen Untergang zubewegt.
Im weiteren Verlauf des Buches werden insbesondere die politischen Strömungen des 20. Jahrhunderts, das auf immer mehr Konsum basierende Wirtschaftsmodell, aber auch die Religionen, Generationenkonflikte oder Protestbewegungen der 60er Jahre scharfsichtig und psychologisch einfühlsam analysiert. Dies gipfelt in der Erkenntnis, dass es – an den Methoden und langfristigen Ergebnissen bemessen – letztlich keinen wirklich qualitativen Unterschied zwischen den verschiedenen Regierungs-, Wirtschafts- und Gesellschaftsformen gibt. Lediglich der Grad der Degeneration und des Widerstandes gegen Shammats schlechten Einfluss variiert.
Die „nordwestlichen Randgebiete“ – also Europa und die daher stammenden Staatsgebilde, die sog. „westliche Welt“ – kommen bei dieser Analyse besonders schlecht weg: Sie hätten viele weitaus „ältere, klügere und wertvollere Kulturen“ ausgelöscht und nichts als Zerstörung, innere Leere und moralischen Niedergang hinterlassen, wodurch die Bewohner dieser Gebiete dem Einfluss Shammats viel schneller erlägen, als es vorher der Fall war.
Shikasta ist demnach kein klassischer Science-Fiction-Roman, sondern eigentlich ein sozialkritisches Werk, welches sich Elemente der Science- oder Space-Fiction bedient, um einen übergeordneten, „objektiven“ Blick auf unsere Welt werfen zu können.
Trotz der ernüchternden Bilanzierung des menschlichen Verhaltens und der aus eigener Kraft offensichtlich nicht zu meisternden Rettung Shikastas ist das Buch von tiefer Menschlichkeit, Verständnis und auch Hoffnung erfüllt. Denn Shikasta darbt letztlich nur am Mangel von Wir-Gefühl, und dieses kann trotz der derzeitigen erschwerenden Bedingungen immer noch aus den Menschen selbst heraus kommen, denn SUWG ist letztlich die Substanz des Lebens selbst, die alles zusammenhaltende und verbindende Kraft – das buddhistische Mitgefühl, die christliche Liebe, aber auch die recht verstandene islamische Unterwerfung unter Gottes höheren Plan.

## Textausgaben
- Doris Lessing: Canopus in Argos: Archives. Re: Colonised Planet 5, Shikasta, Jonathan Cape Ltd., London 1979.
- Doris Lessing: Canopus im Argos: Archive. Betr.: Kolonisierter Planet 5, Shikasta, aus dem Englischen von Helga Pfetsch, S. Fischer Verlag, Frankfurt 1983, ISBN 978-3-10-043906-2.